# Березовский, Михаил Михайлович
Михаи́л Миха́йлович Березо́вский (1848—1912) — русский орнитолог, археолог, этнограф, участник 14 экспедиций в неисследованные районы Азии.

## Биография
Дворянин. Окончил 2-ю Санкт-Петербургскую гимназию. Поступил в Технологический институт. Но входил в нечаевский петербургский кружок Старицына. И 21 декабря 1871 года  арестован. Был привлечён по делу Нечаева и причислен к III группе его сообщников. В мае 1871 года судебное преследование прекращено за недостатком улик по определению гражданского кассационного департамента Сената.
Поступил в Санкт-Петербургский университет и окончил его как биолог и математик. Был учеником и участником ряда дальневосточных экспедиций Г. Н. Потанина. Участвовал в его экспедициях  по Северо-Западной Монголии (1876—1877), Тибету и Западному Китаю (1884—1886 и 1892—1893).  Вместе с В. Л. Бианки обработал коллекцию птиц, привезенных из первой китайской экспедиции, и написал книгу «Птицы гансуйского путешествия Г. Н. Потанина... » (СПб., 1891). В этой книге им совместно с Бианки впервые для науки описан Черногорлый соловей Luscinia obscura (Berezowski et Bianchi, 1891).
Всего в период 1876—1895 годов, в качестве зоолога и ботаника, участвовал в 14 экспедициях, снаряженных Русским географическим обществом в Центральную Азию. Собирал орнитологические и териологические коллекции, занимался барометрическими и астрономическими наблюдениями. В 1891 году составил описание Санкт-Петербургского ботанического сада.
В 1895 году награждён премией им. Н. М. Пржевальского за естественно-исторические исследования в Китае
В 1902—1908 гг. руководил экспедициями в Китай и Центральную Азию как географ и этнограф.
М. М. Березовский составил точную карту древних городов и буддийских памятников в Куче, в Кумтуре изучил древние пещерные храмы, сделал множество их фотографий. В этой экспедиции его  сопровождал двоюродный брат — Николай Матвеевич Березовский, художник, занимавшийся изготовлением калек и копий фресок.
Благодаря усилиям М. М. Березовского создана коллекция тохарских рукописей Азиатского музея.
Скончался в 1912 году.

## Таксоны, названные в его честь
- К. К. Флёров описал по сборам Березовского и назвал в его честь новый вид кабарги - кабаргу Березовского (Moschus berezovskii Flerov, 1929).
- В. Л. Бианки описал в его честь форму кровавого фазана Ithaginis cruentus berezowskii (Bianchi, 1908).
- Cyanistes flavipectus berezowskii  (Pleske, 1893) подвид желтогрудого князька иногда рассматриваемый как подвид белой лазоревки Cyanistes cyanus berezowskii
- Подвид пятнистого конька Anthus hodgsoni berezowskii Sarudny, 1909
- Форма фазана Phasianus berezowskyi Rothschild, 1901 в настоящее время рассматривается как младший синоним фазана Штрауха Phasianus colchicus strauchi (Prjevalsky, 1876)
- Calamaria berezowskii Günther, 1896 рассматривается как синоним ошейниковой калмарии[фр.] (Calamaria pavimentata).
- Рыба Nemachilus berezowskii,  Günther [A.] 1896 рассматривается как синоним Paracobitis variegatus[швед.]
- Голубянка Aricia berezowskii Grum-Grshimailo, 1902
- Клоп Cnizocoris berezowskii Bianchi 1899,
- Жужелица Pterostichus berezowskii[швед.] (Tschitscherine, 1898)
- Пион Paeonia berezowskii Kom.
- Сине-зелёная водоросль Anabaena berezowskii Usačev, 1928.
- Голубянка Cissatsuma berezowskii Krupitsky, 2018

## Научные труды

### Публикации
- Березовский М. М., 1881.  Список птиц коллекции, собранной экспедицией Г. Н.  Потанина в северо-западной Монголии в 1876—1877 гг . // Очерки Северо-Западной Монголии. –  Вып. 1. –  С. 337-348.
- Березовский М. М., Бианки В. Л. Птицы Ганьсуйского путешествия Г. Н. Потанина 1884—1887 Материалы по орнитологии Китая главным образом южной части провинции Гань-су. СПб. Типография Императорской Академии наук 1891 г. XL + 155 с.
- Березовский М. М. Барометрический дневник, веденный в городе Хой-Сянь, в южной части провинции Гань-Су, в Китае, в 1892—1893 годах г-ном Lauwaert, католическим миссионером. - СПб.: тип. Имп. Акад. наук, 1898. // Записки Императорского Русского географического общества. По общей географии ; Т. 33. № 3.
- Березовский М. М. Находки уйгурских рукописей манихейского содержания. ИАК, Прибавл. к 34-му вып., СПб., 1910.

### Рукописи
- Березовский М. М. Пещерные буддийские монастыри. — Архив востоковедов ЛО ИВАН, ф.59, оп.1, д. № 26
- Березовский М. М. Орнаменты на фресках. — AB ЛО ИВАН СССР, ф. 59, оп. 1, ед. хр. 23.
- Березовский М. М. Дневник путешествия за 1907 г. — AB ЛО ИВАН СССР, ф. 59, оп. 1, ед. хр. 13.
- Березовский М. М. Различные материалы по этнографии Китая. — AB ЛО ИВАН СССР, ф. 59, оп. 1, ед. хр. 32.
- Экспедиция М. М. Березовского в Кучу в 1905—1907 гг. — AB ЛО ИВАН СССР, ф. 59, оп. 1, ед. хр. 21.